# SOCOM: U.S. Navy SEALs Fireteam Bravo 2
SOCOM: U.S. Navy SEALs Fireteam Bravo 2 es un videojuego para PlayStation Portable, secuela de SOCOM: U.S. Navy SEALs Fireteam Bravo. El juego salió a la venta en la Unión Europea el 15 de junio de 2007.

## Detalles
El jugador deberá dirigir a la Unidad de Fuerzas Especiales en el país ficticio de Adjikistán. Hay catorce escenarios, donde tendrás que proteger a civiles inocentes, evitar las amenazas que se plantearán a lo largo del juego, y liderar al equipo hacia la victoria. El juego incluye armas y tácticas reales usadas por la U.S. Navy SEALs. 
El juego incluye nuevos mapas jugador, tres tipos de juegos y dos nuevas opciones nunca vistas en la saga. También trae la función "Crosstalk" con 
"SOCOM: U.S. Navy SEALs Combined Assault" para PlayStation 2, donde podrás desbloquear funciones especiales que afectarán la progresión de ambos títulos.

## Actualizaciones
El 5 de junio, Zipper dio a conocer un esperado parche. El parche actualiza, SOCOM Fireteam Bravo a la versión 1.50 y se ocupa de las cuestiones siguientes: 
- Aumentada la detección de trampas en el Sistema.
- Resuelto un problema por el que el jugador se trababa indebidamente cerca de objetos sólidos.
- Resuelto un problema que impedía que el jugador desactivara una bomba.
- Resuelto un problema con la charla de voz relacionados con los agentes muertos.
- Resuelto un problema con la charla de voz en el juego.